# Titularbistum Taua
Taua (ital.: Fatano) ist ein ehemaliges Bistum der römisch-katholischen Kirche und heute ein Titularbistum. Es geht auf einen erloschenen Bischofssitz in der antiken Stadt Taua in der römischen Provinz Aegyptus bzw. Aegyptus Iovia im westlichen Nildelta, die zu der Kirchenprovinz Alexandria gehörte.
| Titularbischöfe von Taua |                    |                                                                                     |                   |                   |
| Nr.                      | Name               | Amt                                                                                 | von               | bis               |
| 1                        | Raphaël Bayan ICPB | Koadjutoreparch von Iskanderiya (Ägypten)                                           | 12. Dezember 1958 | 2. Juli 1960      |
| 2                        | Elias Coueter      | Weihbischof im Ordinariat für die byzantinischen Gläubigen in Brasilien (Brasilien) | 25. November 1960 | 29. November 1971 |